# Окан Коджук
Окан Коджук (тур. Okan Kocuk, нар. 27 липня 1995, Мустафакемальпаша, Туреччина) — турецький футболіст, воротар клубу «Самсунспор».

## Ігрова кар'єра

### Клубна
Окан Коджук є вихованцем клубу «Бурсаспор». У складі цього клубу 1 березня 2015 року він дебютував на професійному рівні. Після чого двічі його віддавали в оренду. Грав у клубах «Бандирмаспор» та «Істанбулспор».
Влітку 2019 року Коджук як вільний агент підписав чотирирічний контракт зі столичним клубом «Галатасарай». В липні 2021 року воротар був відданий в оренду до кінця сезону у клуб «Гіресунспор».

### Збірна
Окан Коджук виступав за юнацькі та молодіжну збірні Туреччини. У листопаді 2017 року воротар отримав виклик до національної збірної Туреччини але того разу на поле так і не вийшов.

## Титули
Галатасарай
 Переможець Суперкубка Туреччини: 2019
 Чемпіон Туреччини: 2022-23